# Месне прерађевине
Прерађено месо је било које месо које је модификовано како би се побољшао његов укус или продужио његов рок трајања. 
Методе прераде меса обухватају сољење, сушење, ферментацију и димљење. Прерађено месо се обично прави од свињетине или говеђег меса, али и живине, а може садржати и изнутрице или месне нуспроизводе као што је крв. Прерађени месни производи укључују сланину, шунку, кобасице, саламе, усољену говедину, конзервирано месо и месне умаке. Прерада меса подразумева све процесе који мењају свеже месо са изузетком једноставних механичких процеса као што су сечење, млевење или мешање.